# Dót lá to
Dót lá to (danh pháp: Ehretia macrophylla) là loài thực vật có hoa trong họ Ehretiaceae. Loài này được Wall. mô tả khoa học đầu tiên năm 1824.